# 飯田干拓
飯田干拓（いいだかんたく）は、千葉県佐倉市の大字。2017年10月31日現在の人口は0人。郵便番号285-0000。

## 地理
北は印西市平賀干拓、東は大佐倉干拓、南東は大佐倉、南は飯田、西は飯野、北西は萩山新田干拓に隣接している。

## 小・中学校の学区
市立小・中学校に通う場合、学区は以下の通りとなる。
| 番地 | 小学校             | 中学校             |
| ---- | ------------------ | ------------------ |
| 全域 | 佐倉市立内郷小学校 | 佐倉市立佐倉中学校 |